# نامسوس
نامسوس (به لاتین: Namsos) یک شهرداری در نروژ است که در نورد تروندلاگ واقع شده‌است.

## خصوصیات
نامسوس ۷۷۷٫۸۹ کیلومترمربع مساحت و ۱۲٬۹۰۶ نفر جمعیت دارد.